# Iago

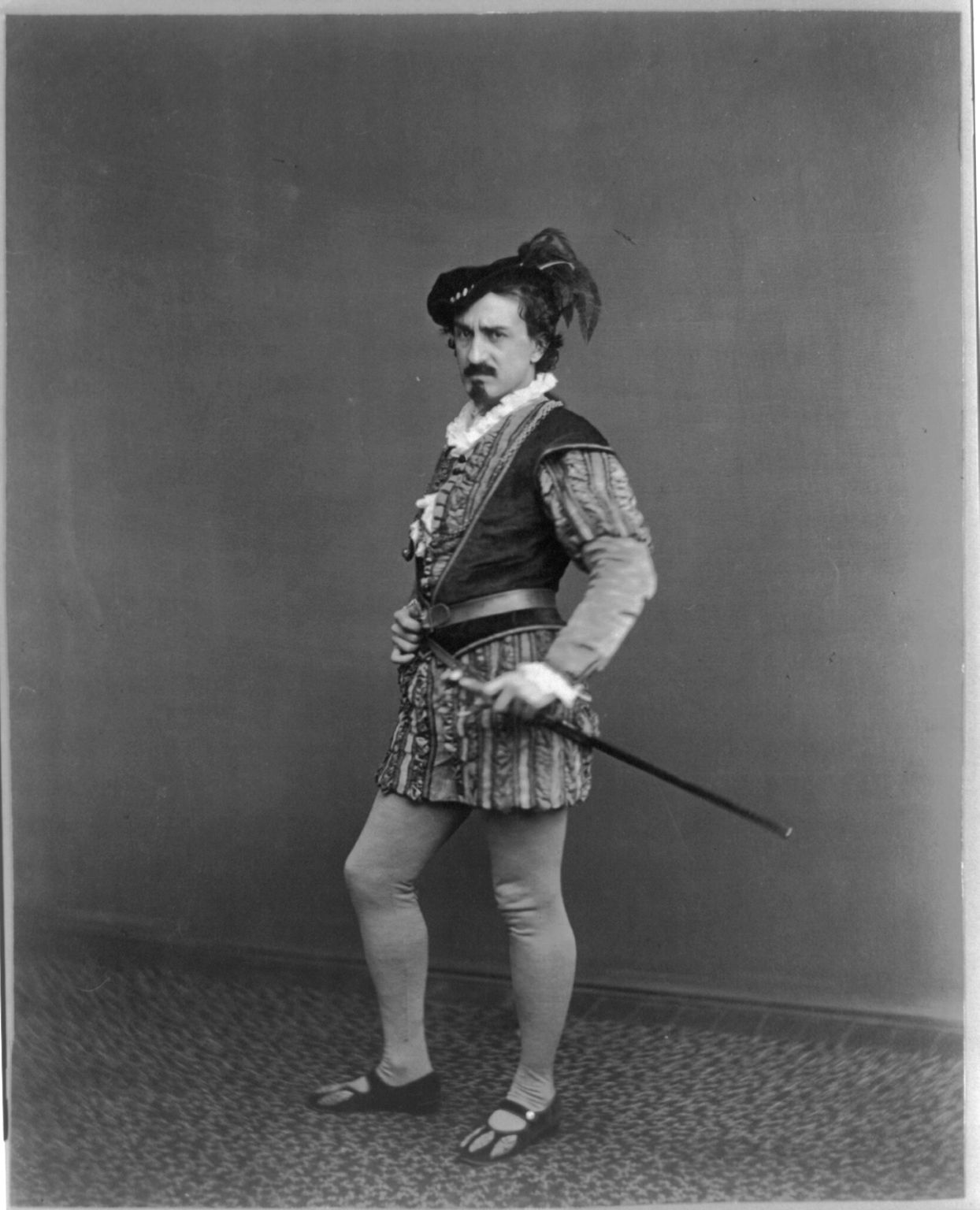
Edwin Booth als Iago (um 1870)

Iago oder Jago ist eine fiktive Figur aus William Shakespeares Stück Othello.

## Charakteristik
Im Stück tritt er als brillanter, wortgewandter, aber ebenso eitler Intrigant auf, dem es nicht an schauspielerischem Talent mangelt. Er täuscht durch gespieltes Mitleid oder geheuchelte Treue jede Figur im Stück, die meisten halten ihn darum auch für höchst ehrlich. Iago ist sich bewusst, dass er unrecht und schändlich handelt, doch zeigt er sich weder dadurch beeindruckt noch bekommt er Zweifel an seinen Taten.

## Iago als Figur im Othello
Iago ist Othellos Fähnrich, der aufgrund einer nicht erhaltenen Beförderung zum Leutnant eine Intrige spinnt, auf der die Handlung des Stücks basiert. Er benutzt Rodrigo, den er mit falschen Versprechungen Desdemona betreffend nach Zypern lockte, dazu, einen Streit mit dem angetrunkenen Cassio vom Zaun zu brechen, woraufhin Othello Cassio aus dem Dienst entlässt. Hiernach bestürmt Iago Cassio, damit er Desdemona bittet, ihn und ihren Herrn Othello wieder zu Freunden zu machen. Iago erweckt die Eifersucht durch zweideutige Bemerkungen nach einem Gespräch von Desdemona und Cassio. Es gelingt Iago, Cassio ein Tuch, das Desdemona von Othello als Liebespfand erhielt, unterzuschieben, was Othello wütend macht. In einem Gespräch mit Cassio, der von seiner ungewollten Geliebten Bianca spricht, gelingt es Iago, Othello weiszumachen, dass Cassio von Desdemona spreche, woraufhin Othello Desdemona tötet. Iagos Frau Emilia entdeckt die Bluttat und löst nach anfänglichen Streitigkeiten Iagos Intrige auf, für die er verhaftet und eingekerkert wird.